# Campionati europei di sollevamento pesi 1901
I Campionati europei di sollevamento pesi 1901, 5ª edizione della manifestazione, si svolsero a Rotterdam il 13 febbraio 1901.

## Formula
La formula prevedeva tre serie di sollevamenti:
- un sollevamento a distensione a due mani;
- un sollevamento a slancio a due mani;
- un sollevamento a oltranza a due mani su pesi di circa 70 kg.

## Resoconto
Si disputarono in formato "Open", senza limiti di peso. Al primo e terzo posto si classificarono atleti tedeschi, al secondo i Paesi Bassi. Si conosce solo il risultato del primo sollevamento a distensione.

## Risultati
| Evento | Oro               | Oro   | Argento       | Argento | Bronzo        | Bronzo |
| ------ | ----------------- | ----- | ------------- | ------- | ------------- | ------ |
| Open   | Josef Ziegelmeier | 147,0 | Adrian Spruyt | 135,0   | August Lücker | 128,5  |

## Medagliere
| Posiz. | Nazione     | Oro | Argento | Bronzo | Totale |
| ------ | ----------- | --- | ------- | ------ | ------ |
| 1      | Germania    | 1   | 0       | 1      | 2      |
| 2      | Paesi Bassi | 0   | 1       | 0      | 1      |
| Totale | Totale      | 1   | 1       | 1      | 3      |